# Ni'lin

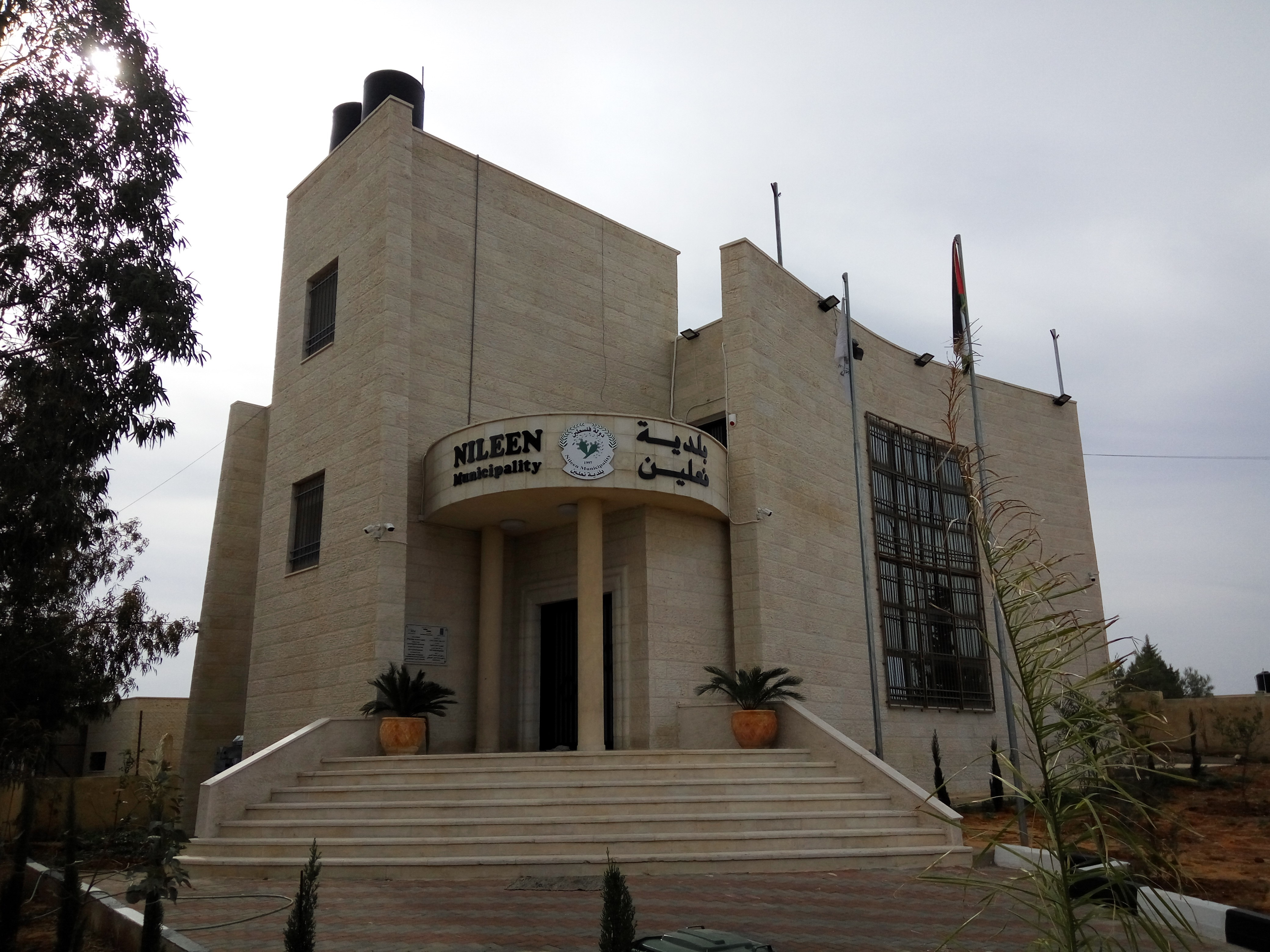
Ayuntamiento de Ni´lin

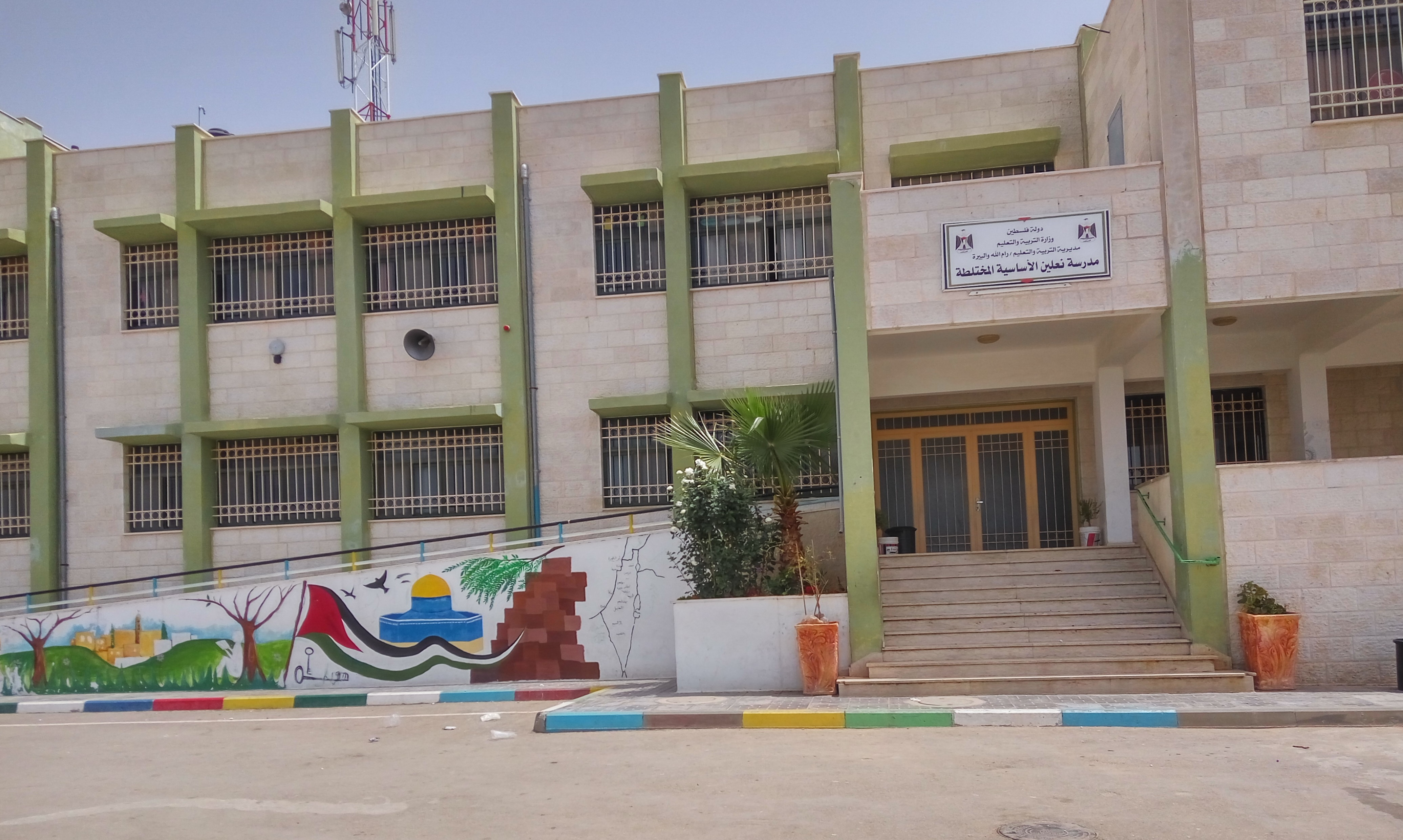
Escuela en Ni'lin

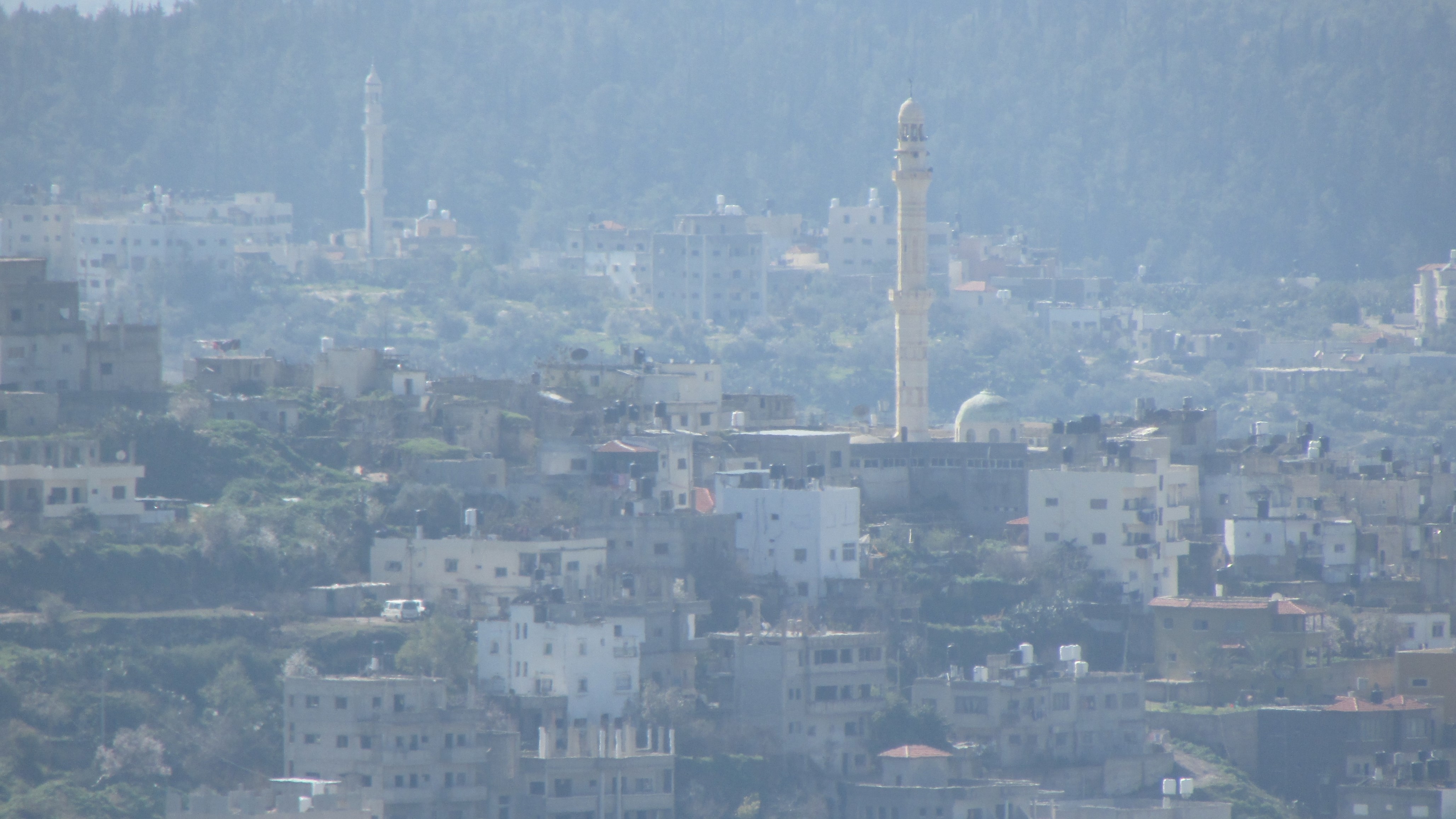
Vista general de Ni'lin

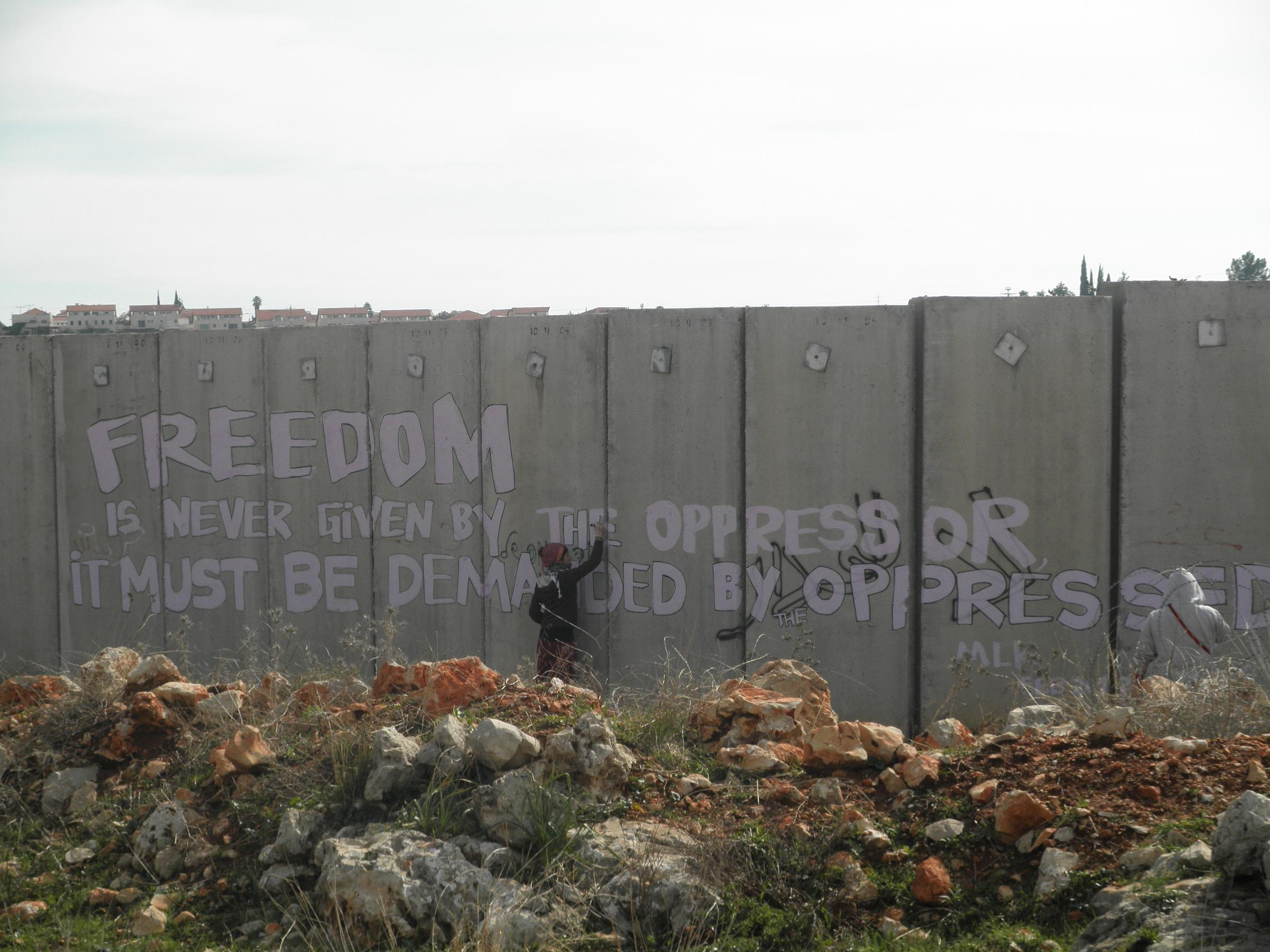
Activista del International Solidarity Movement escribiendo un grafiti en el muro de separación de Ni'lin en febrero de 2012.

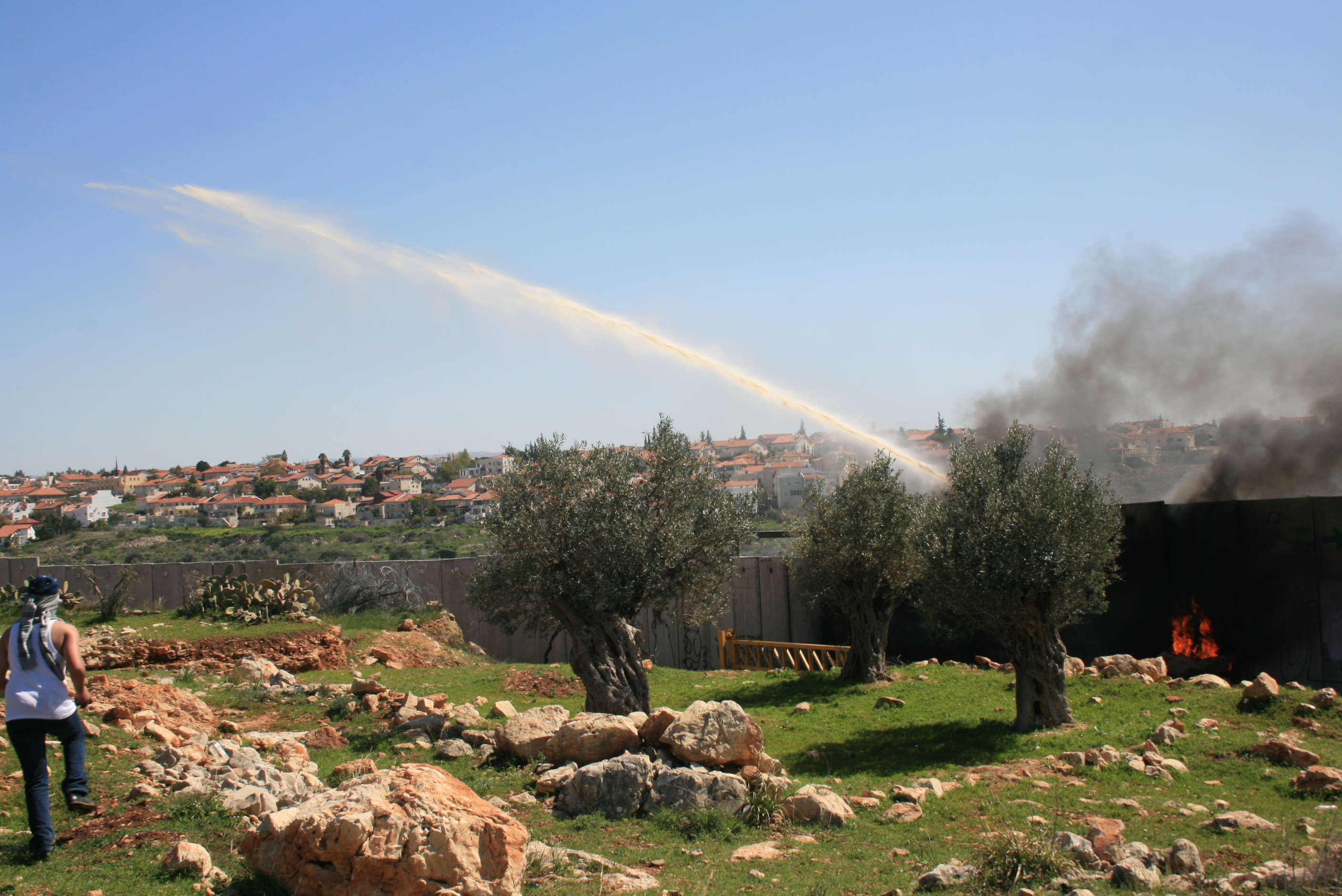
Disparo de Skunk desde el lado israelí del muro, en marzo de 2012.

Ni'lin (en árabe: نعلين‎) es una localidad palestina de la gobernación de Ramala y Al Bireh del Estado de Palestina, en el centro de Cisjordania, situada a 17 kilómetros al oeste de Ramala. Ni'lin está a unos 3 km al este de la línea del armisticio de 1949 (Línea Verde) y limita con los pueblos palestinos de Deir Qaddis y al-Midya al noreste, el bloque de asentamientos israelíes de Modi'in Illit al sur, y los pueblos de Budrus (4 km) y Qibya (5 km) al noroeste. La superficie total del municipio es de aproximadamente 15.000 dunams, de los cuales 660 son urbanos. En virtud del acuerdo de Oslo II de 1995, el 93% de las tierras de Ni'lin (unos 14.000 dunams) está clasificado como Zona C.
El censo de 2017 de la Oficina Central de Estadísticas de Palestina muestra una población de 5118 habitantes.

## Geografía
Situada a 262 metros sobre el nivel del mar, Ni'lin tiene inviernos suaves y veranos calurosos y secos, con temperaturas medias de 32 °C durante el día.

## Historia
Se han encontrado restos de tiestos que datan de finales de la Edad de Hierro (siglos VIII-VII a. C.) y de los periodos helenístico, bizantino, cruzado/ayubí, mameluco y otomano temprano.

### Imperio Otomano
En 1517, Ni'lin se incorporó al Imperio Otomano con el resto de Palestina. En 1552, Ni'lin se menciona como pueblo habitado, pero en 1596 figuraba en los registros fiscales como perteneciente a la nahiya de Ramla de la liwa de Gaza. Tenía una población de 72 hogares, todos musulmanes. Los aldeanos pagaban un impuesto fijo del 25% sobre los productos agrícolas, incluidos el trigo, la cebada, los cultivos de verano, los olivos, los árboles frutales, las cabras y/o las colmenas, y un lagar para aceitunas o uvas, además de ingresos ocasionales. Tenían unos ingresos totales de 3.500 akçe que se destinaban por completo a un Waqf.
En 1838 figuraba como aldea musulmana (llamada Na'lin) en la zona de Ibn Humar, en el distrito de Er-Ramleh. Una lista de aldeas otomanas de alrededor de 1870 mostraba que Ni'lin tenía 156 casas y una población de 493 habitantes, aunque el recuento de población sólo incluía a hombres. Se describía como limítrofe con Deir Qaddis.
En 1882, el estudio de la Palestina Occidental llevado a cabo por el Fondo para la Exploración de Palestina (PEF) describía Ni'lin (llamada N'alin) como una "gran aldea en un terreno elevado, rodeada de olivos y abastecida por cisternas".
El 28 de diciembre de 1917, durante la Primera Guerra Mundial, el pueblo fue capturado por los británicos a las fuerzas otomanas.

### Mandato Británico de Palestina
En el censo de Palestina de 1922, realizado por las autoridades del Mandato Británico, el pueblo, (llamado Na'lin), tenía una población de 1160 habitantes, todos musulmanes. En el censo de 1931 la población de Ni'lin era de 1249 habitantes (uno cristiano y el resto musulmán), en 299 casas habitadas.
En las estadísticas de 1945, la población de Ni'lin era de 1420 habitantes, todos musulmanes, que poseían 15.875 dunams de tierra según una encuesta oficial sobre tierras y población, de los cuales 5921 dunams eran plantaciones y tierras de regadío, 3053 dunams se destinaban a cereales y 29 dunams eran tierras edificadas (urbanas).

### Administración jordana
Tras la guerra árabe-israelí de 1948 y los acuerdos de armisticio de 1949, Ni'lin quedó bajo dominio jordano. Jordania la anexionó en 1950.
En 1961, la población de Ni'lin era de 2.055 habitantes.

### Desde 1967
Tras la Guerra de los Seis Días de 1967, Ni'lin quedó bajo ocupación militar israelí.
Desde los acuerdos de Oslo II de 1995, el 93% de las tierras de la ciudad ha sido clasificado como Zona C, y el 7% restante como Zona B.
Según el Applied Research Institute - Jerusalén (ARIJ), Israel ha confiscado 2302 dunams de tierras de Ni'lin para la construcción de tres asentamientos israelíes: 945 dunams confiscados para Hashmona'im en 1985, 645 dunams para Mattityahu en 1980 y 384 dunams para Modi'in Illit en 1991. El muro de segregación se construyó entre 2003 y 2004 sobre 2115,3 dunams de tierras del pueblo que fueron confiscadas por las fuerzas de ocupación israelíes mediante seis órdenes militares.
Israel también ha ido confiscando tierras de Ni'lin para la construcción de las carreteras de circunvalación israelíes
4566, 4460 y 446 (prohibidas a los palestinos) que unen entre sí los asentamientos israelíes limítrofes. La zona de seguridad de 75 metros de ancho que se deja a ambos lados de estas carreteras aumenta drásticamente la superficie de tierra afectada.

## Manifestaciones contra el muro de separación
Desde 2008, al igual que en los pueblos vecinos de Bil'in y Budrus, los habitantes de Ni'lin se manifiestan pacíficamente todos los viernes delante del muro de separación, protestando por la confiscación de sus tierras y la extensión de las colonias israelíes. Las fuerzas de seguridad israelíes y la policía de fronteras responden disparando botes de gas lacrimógeno, balas de goma y hasta munición real. Entre el inicio de las protestas en 2008 y 2009, cinco palestinos fueron abatidos por las fuerzas de seguridad israelíes, entre ellos dos menores:
- Ahmad Musa, 10 años
- Yusef Amira, 17 años
- Arafat al-Khawajah, 21 años
- Muhammad al-Khawajah, 19 años
- ‘Aqel Srour, 36 años

Aquel primer año la policía de fronteras empezó a emplear un nuevo arma no letal para dispersar las manifestaciones en Ni'lin. El arma, apodada «Skunk», es un líquido maloliente que se rocía sobre los manifestantes, obligándoles a abandonar el lugar para huir del olor. La ONG israelí de derechos humanos B'Tselem ha avisado de que el Skunk nunca se ha utilizado contra manifestantes judíos dentro de Israel.
En febrero de 2010, el mando central israelí de Cisjordania firmó dos órdenes declarando que en Ni'lin y Bil'in las zonas adyacentes a la barrera de separación serán zonas militares cerradas todos los viernes. Prohíbe igualmente la entrada y estancia en el pueblo a los no residentes. Recurrió también a la Orden Militar nº 101, de 1967, que prohibía las manifestaciones en Cisjordania y nunca había sido aplicada. Según esa orden, una reunión, procesión o vigilia de diez o más personas requiere un permiso del comandante de las fuerzas militares de la región si la reunión tiene por objeto un asunto político. La pena por incumplimiento de la Orden son diez años de prisión y/o una fuerte multa.